# ポロネーズ第16番 (ショパン)
フレデリック・ショパンのポロネーズ第16番（ポロネーズだいじゅうろくばん）変ト長調は、1829年作。1870年に出版された。少年の若々しさと、技巧以上の抒情を求めようとする姿勢があらわれ、前作より明るく進歩したものになっている。コビラィンスカ（Krystyna Kobylanska）による『作品番号なしの作品目録』ではKK.IVa-8。ポーランドを出国する前に書いた最後のポロネーズだとされている（自筆譜は現存せず）。
序奏のついた複合三部形式。

## 作品
演奏記号はない（パデレフスキ版ではMaestoso）。
序奏は左手オクターヴのトレモロ。ポロネーズリズムをはっきりと打ち出す。主題はDes-Es-Des-Bの単純な旋律線に装飾音をからませたもの。簡単な変奏を加えて繰り返される。右手の華やかなパッセージは初期の作品の書法である。
中間部は平行調変ホ短調。右手は単純な旋律だが、音階動機を速くひきこなすことが求められる。途中ホ長調に転調。